# HEC Paris
École des hautes études commerciales de Paris (vanligen "HEC Paris", svenska: "Handelshögskolan i Paris") är en privat handelshögskola belägen i de södra förorterna till Paris, Frankrike. Skolan grundades år 1881 av Handelskammaren i Paris med de franska grandes écoles som förlaga.
HEC Paris har utsetts av Financial Times till Europas bästa handelshögskola år 2019, 2020, 2021, 2022, och 2023. Skolan är internationellt ackrediterad av AMBA, EQUIS och AACSB.
Dess alumnförening, HEC Alumni, är ett av de äldsta sociala nätverken i världen.
Skolan har också en egen stiftelse. Den 15 september 2020 grundade skolan tillsammans med Institut polytechnique de Paris forskningscentret för artificiell intelligens Hi! PARIS.
Skolan har tre andra forskningscentra: Society & Organisations Institute, Innovation & Entrepreneurship Institute och GREGHEC (Groupement de Recherche et d’Etudes en Gestion à HEC Paris).

## Kända alumner
- François Hollande, president Frankrike (2012-)
- Édith Cresson, premiärminister Frankrike (1991–1992)
- Abdoul Mbaye, premiärminister Senegal (2012-)
- Dominique Strauss-Kahn, chef Internationella valutafonden (2007–2011), finansminister Frankrike (1997–1999)
- Pascal Lamy, generalsekreterare Världshandelsorganisationen (2005–)
- Francisco Madero (1873-1913), president Mexiko (1911–1913)
- Roland Garros (1888-1918), pilot